# Győröcske
Győröcske ist eine ungarische Gemeinde im Kreis Záhony im Komitat Szabolcs-Szatmár-Bereg.

## Geografische Lage
Győröcske liegt zwei Kilometer südwestlich der Kreisstadt Záhony, einen Kilometer entfernt vom linken Ufer der Theiß, die dort die Grenze zur Slowakei bildet und zwei Kilometer südlich der Grenze zur Ukraine. Südlich des Ortes befindet sich die Nachbargemeinde Tiszabezdéd. Jenseits der slowakischen Grenze liegen die Orte Malé Trakany und Veľké Trakany.

## Geschichte
Die erste urkundliche Erwähnung des Ortes unter dem Namen Gyeur stammt aus dem Jahr 1291. Im Jahr 1821 bauten die Bewohner die erste Kirche. Diese wurde durch ein Hochwasser der Theiß zerstört, bei dem der Kirchturm weggeschwemmt wurde. 1858 entstand an einer höher gelegenen Stelle eine neue Kirche, die im Laufe der Zeit auch durch das Wasser der Theiß beschädigt wurde. Im Jahr 1913 gab es im Ort 29 Häuser und 258 Bewohner. Die Kleingemeinde (kisközség) Győröcske befand sich zur damaligen Zeit im Bezirk Nagykapos, der im südlichen Teil des Komitats Ung lag. Nachdem die Kirche durch Wasserschäden baufällig geworden war, wurde sie 1937 abgerissen. In den Jahren 1950 und 1951 wurde zum dritten Mal eine Kirche, zu einem großen Teil durch Spenden finanziert, errichtet und im Sommer 1951 eingeweiht.

## Sehenswürdigkeiten
- Reformierte Kirche, erbaut 1950–1951

## Verkehr
Durch Győröcske verläuft die Landstraße Nr. 4145, östlich der Gemeinde die Hauptstraße Nr. 4. Es bestehen Busverbindungen nach Záhony und Tiszabezdéd, wo sich auch die nächstgelegenen Bahnhöfe befinden.